# 贝于阿尔
贝于阿尔（法語：Béhuard，法語發音：[be.ɥaʁ] ⓘ）是法国曼恩-卢瓦尔省的一个市镇，位于该省中部略偏西，属于昂热区。

## 地理
贝于阿尔（47°22'46"N, 0°38'39"W）面积2.21 平方千米，位于法国卢瓦尔河地区大区曼恩-卢瓦尔省，该省份为法国西部内陆省份，大致对应安茹地区，北起顺时针与马耶讷省、萨尔特省、安德尔-卢瓦尔省、维埃纳省、德塞夫勒省、旺代省、大西洋卢瓦尔省和伊勒-维莱讷省接壤。
与贝于阿尔接壤的市镇（或旧市镇、城区）包括：萨沃尼耶尔、德内、拉波索尼耶尔、卢瓦尔河畔罗什福尔。

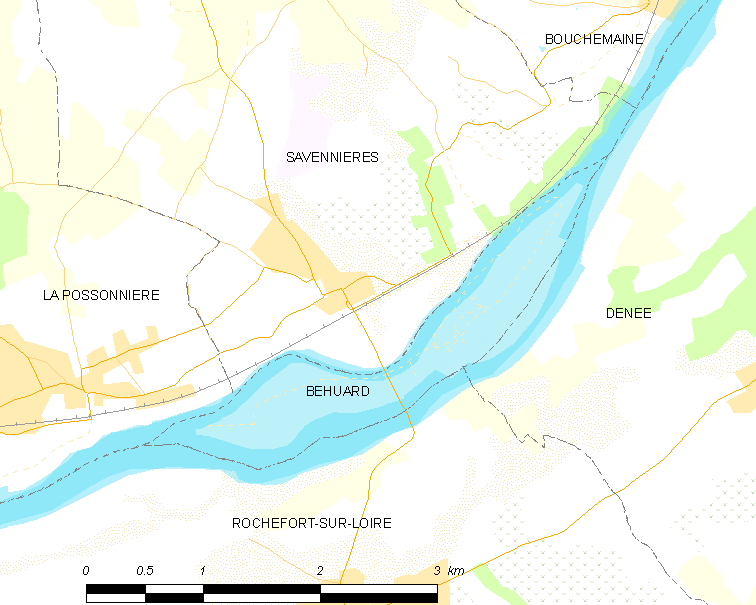
贝于阿尔的OSM定位图

贝于阿尔的时区为UTC+01:00、UTC+02:00（夏令时）。

## 行政
贝于阿尔的邮政编码为49170，INSEE市镇编码为49028。

## 政治
贝于阿尔所属的省级选区为昂热第三县。

## 人口

1962-2008年间贝于阿尔人口变化图示

贝于阿尔于2022年1月1日时的人口数量为119人。